# Walpole (Suffolk)
Walpole – wieś w Anglii, w hrabstwie Suffolk. Leży 36 km na północny wschód od miasta Ipswich i 142 km na północny wschód od Londynu.